# Полосковая линия
Полосковая линия — линия передачи, представляет собой радиоволновод
для передачи электромагнитных волн в воздушной или иной
диэлектрической среде вдоль двух или нескольких проводников, имеющих форму тонких полосок и пластин.

## Различают типы полосковых линий
- симметричные (распространяются электромагнитные волны типа ТЕМ);
- несимметричные линии или микрополосковые (распространяются электромагнитные волны типа квази-ТЕМ).

|  |  |

## Основные параметры
- волновое сопротивление
- коэффициент затухания на единицу длины

## Применение
- Трансформатор высокочастотных генераторов Мейснера